# Clitourps
Clitourps és un municipi francès situat al departament de la Manche i a la regió de Normandia. L'any 2007 tenia 185 habitants.

## Demografia

### Població
El 2007 la població de fet de Clitourps era de 185 persones. Hi havia 72 famílies de les quals 15 eren unipersonals (11 homes vivint sols i 4 dones vivint soles), 19 parelles sense fills, 30 parelles amb fills i 8 famílies monoparentals amb fills.
La població ha evolucionat segons el següent gràfic:
Habitants censats

### Habitatges
El 2007 hi havia 90 habitatges, 69 eren l'habitatge principal de la família, 15 eren segones residències i 5 estaven desocupats. Tots els 89 habitatges eren cases. Dels 69 habitatges principals, 58 estaven ocupats pels seus propietaris i 11 estaven llogats i ocupats pels llogaters; 2 tenien dues cambres, 7 en tenien tres, 17 en tenien quatre i 44 en tenien cinc o més. 53 habitatges disposaven pel capbaix d'una plaça de pàrquing. A 25 habitatges hi havia un automòbil i a 43 n'hi havia dos o més.

### Piràmide de població
La piràmide de població per edats i sexe el 2009 era:
| Homes | Edats   | Dones |
| ----- | ------- | ----- |
| 0     | 95 o +  | 0     |
| 0     | 90 a 94 | 0     |
| 0     | 85 a 89 | 0     |
| 0     | 80 a 84 | 4     |
| 0     | 75 a 79 | 0     |
| 12    | 70 a 74 | 8     |
| 0     | 65 a 69 | 4     |
| 0     | 60 a 64 | 0     |
| 8     | 55 a 59 | 0     |
| 4     | 50 a 54 | 0     |
| 8     | 45 a 49 | 12    |
| 0     | 40 a 44 | 4     |
| 0     | 35 a 39 | 0     |
| 8     | 30 a 34 | 16    |
| 4     | 25 a 29 | 0     |
| 4     | 20 a 24 | 0     |
| 0     | 15 a 19 | 8     |
| 0     | 10 a 14 | 4     |
| 8     | 5 a 9   | 0     |
| 0     | 0 a 4   | 4     |

## Economia
El 2007 la població en edat de treballar era de 107 persones, 84 eren actives i 23 eren inactives. De les 84 persones actives 81 estaven ocupades (44 homes i 37 dones) i 4 estaven aturades (1 home i 3 dones). De les 23 persones inactives 12 estaven jubilades, 6 estaven estudiant i 5 estaven classificades com a «altres inactius».

### Ingressos
El 2009 a Clitourps hi havia 77 unitats fiscals que integraven 197 persones, la mediana anual d'ingressos fiscals per persona era de 16.135 €.

### Activitats econòmiques
Dels 3 establiments que hi havia el 2007, 1 era d'una empresa extractiva, 1 d'una empresa de construcció i 1 d'una empresa financera.
L'únic servei als particulars que hi havia el 2009 era un guixaire pintor.
L'any 2000 a Clitourps hi havia 11 explotacions agrícoles que ocupaven un total de 335 hectàrees.

## Poblacions més properes
El següent diagrama mostra les poblacions més properes.